# 水沢VLBI観測所

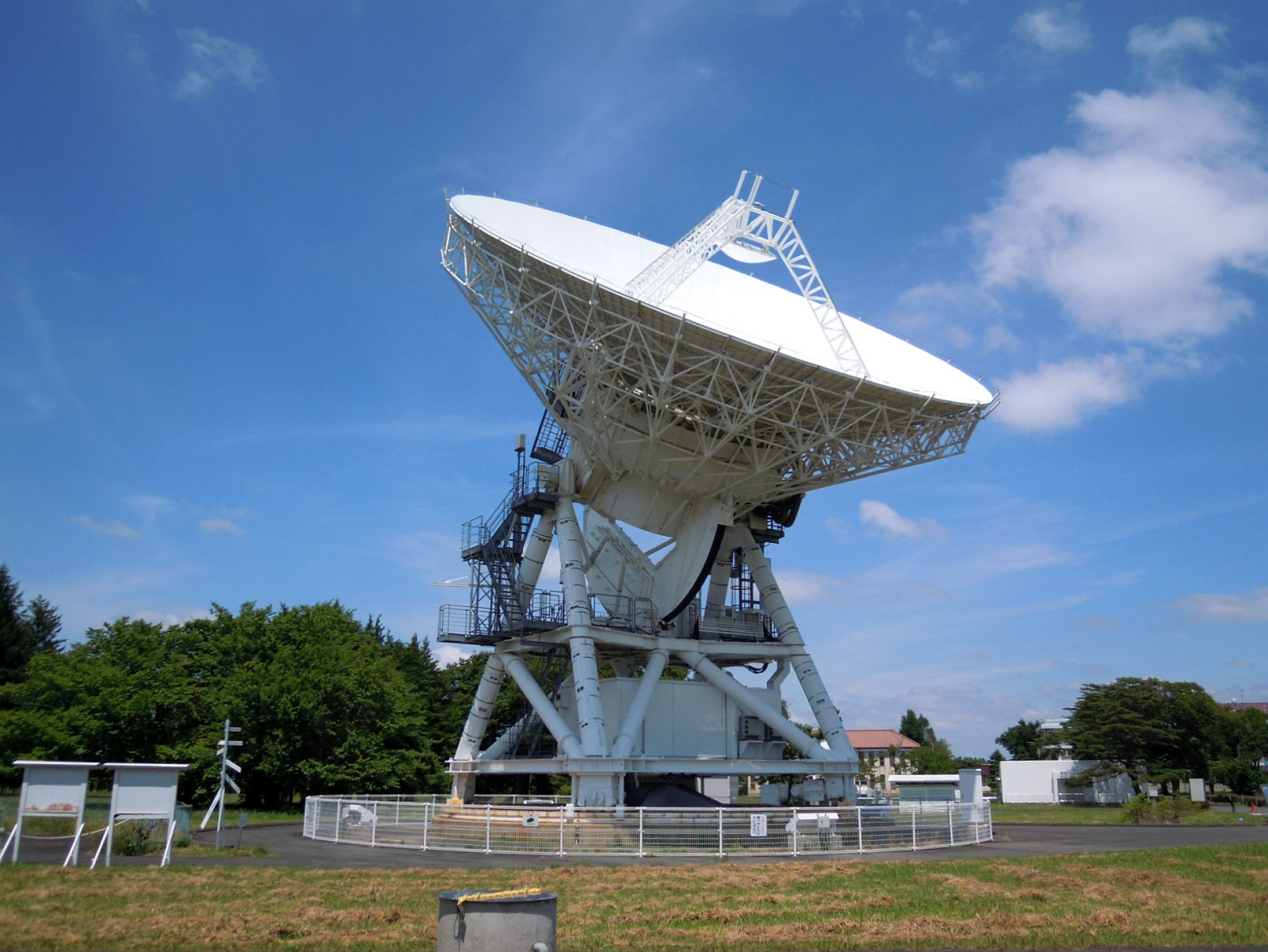
20mアンテナ

水沢VLBI観測所（みずさわブイエルビーアイかんそくじょ、英: Mizusawa VLBI Observatory）とは、岩手県奥州市水沢星ガ丘町にある国立天文台の観測所である。
国立天文台の中では、現存する一番古い観測所の一つであり、1899年以来、同地で観測を行ってきた。

## 概要

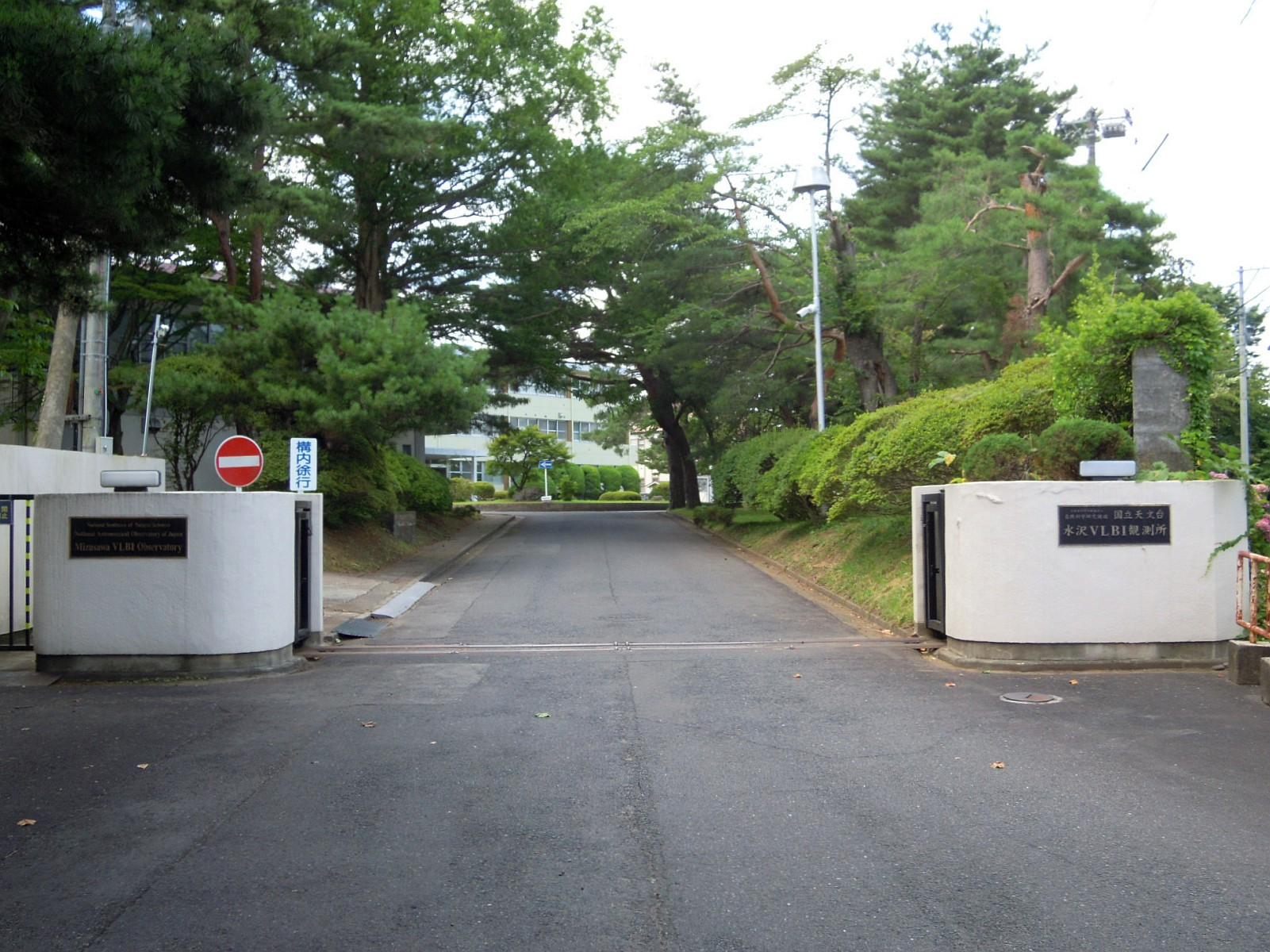
正門

日本及びアジアにおける国際測地学研究の拠点となる旧臨時緯度観測所として発足してから、極運動や地球の自転など地球回転に関連する天文学・測地学・地球物理学の観測、計算および研究を行ってきた。この観測事業に取り組んだ木村栄が、近代測地学の世界的業績であるZ項を発見した場所でもある。
1980年代後半からそれまでの位置天文学研究の蓄積が生かされる観測施設として超長基線電波干渉法 (VLBI) を用いるVERAの開発に取り組み、2003年にVERAの運用を開始して天の川銀河の観測・研究を行っている。また、VLBIやGPSを用いた測地観測や地球の大気による電波遅延観測、傾斜計、ひずみ計、重力計を用いた地球潮汐観測なども継続している。
1999年から2009年までの組織名称にも含まれていた「VERA」とは、相対基線法による超長基線電波干渉法（VLBI）観測のことであり、精密な銀河マップを作製することを目的に、日本各地にあるVLBI観測点を専用ネットワークで結んだ観測点の解析センターの役割を担っている。
また、水沢VLBI観測所の主な活動拠点である水沢キャンパスには、同観測所の前身の一つである旧水沢観測所のサブプロジェクトから発展したRISE月惑星探査プロジェクトも活動拠点を置いており、これまでの観測・研究で培った測地学的な研究手法を応用して、月惑星測地学探査に必要な機器開発を実施して月周回衛星「かぐや」において月の重力と地形の測定を担当し、その後は小惑星探査機「はやぶさ2」、木星系探査計画「JUICE」、火星衛星探査計画「MMX」に参加している。
同観測所の前身である旧緯度観測所は極運動や地球の自転変動を観測するために高精度の時計を必要としていたことから、旧東京天文台（国立天文台三鷹の前身）や旧電波研究所（情報通信研究機構の前身）とほぼ同じ1960年代末から協定世界時 (UTC) を刻むセシウム原子時計を運用しており、またVLBIには周波数安定度に優れた水素メーザー原子周波数標準器を利用している。こうした事情から、1996年度に国立天文台の天文保時室が三鷹から水沢に移転してきているが、2022年4月に天文保時室が天文情報センターに移管したことから再び三鷹に戻ることが予定されている。

## 沿革

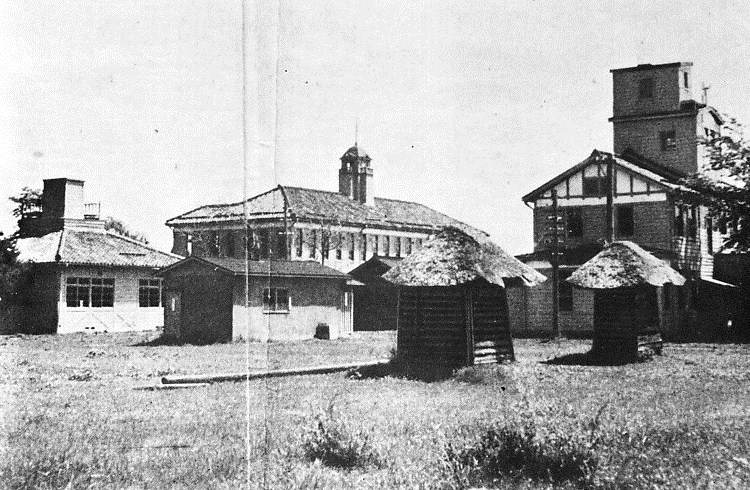
大正期の緯度観測所

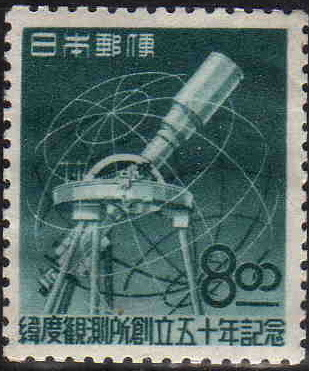
観測所創立50周年記念切手（1949年発行）

### 国際緯度観測事業の時代

#### 臨時緯度観測所—万国緯度観測事業の開始—
1894年6月15日にベルリンにおいてプロイセン王国のベルリン天文台長ヴィルヘルム・フェルスターから万国測地学協会 (IAG) の「万国天文台」設置計画について照会があり、1895年に日本政府がこれを承諾する。万国測地学協会 (IAG) において地軸変動の規則性等を研究するために「万国天文台」を設置する計画で、その一つを日本国内に設置するものであった。
1896年9月30日に開会した万国測地学協会 (IAG) 第11回委員総会（ベルリン）において、日本政府は国内に設置する「万国天文台」は日本政府が造営し、台長は日本の天文学者、台員は日本政府職員を充てる等の条件を提出し、総会に出席した田中舘愛橘の論述があり決議でこれを全て承認した。
1897年に日本政府は「万国測地学協会天文台」（万国観測所）の設置位置を調査するために調査委員を岩手県水沢地方に派遣し、地図調製、気象観測、地質調査をさせた。
さらに、日本国内に設置する緯度観測所の位置調査や万国測地学協会 (IAG) との交渉に関する体制の強化を図るため、1898年4月27日に測地学委員会を設置した。測地学委員会は文部大臣の監督に属した。
1898年10月の万国測地学協会 (IAG) 第12回総会（シュトゥットガルト）に、万国測地学協会委員の理学博士田中舘愛橘と弟子の測地学委員会臨時委員木村栄が参列した。万国緯度観測事業で世界の6か所に置く国際緯度観測所の一つは、田中舘愛橘が調査結果を報告した岩手県胆沢郡水沢町またはその附近に決定した
1899年4月10日、万国緯度観測事業に関する日本政府と万国測地学協会 (IAG) との条約の締結を閣議決定した。条約にはウァンシャッフ氏天頂儀（ワンシャフ製眼視天頂儀）、良好なる恒星時クロノメートルなどの観測所の設備が列挙された。万国緯度観測事業の継続期限は仮に1899年7月1日から約8か年間とする計画であるが、まずは5か年間に限って観測してその後の総会で決めることとし、また1906年以後に万国測地学協会に関する条約の更新に合わせて延長の可否を決めることとなる。
同年9月22日に臨時緯度観測所（りんじいどかんそくじょ、英: International Latitude Observatory, Mizusawa）を設置した。
臨時緯度観測所は文部大臣の管理に属し緯度変化の観測に関する事務を掌り、所長は文部大臣の指揮監督を承けるとともに、観測に関しては測地学委員会委員長の指揮を承けるとされた。同月30日に技師木村栄に臨時緯度観測所長を命じた。
同年12月11日に臨時緯度観測所で緯度変化観測を開始する。この日が創立記念日となる。
臨時緯度観測所の天頂儀室は同年12月20日に竣工し、事務所（木村榮記念館の建物）は1900年3月31日に竣工した。
1900年12月上旬に、臨時緯度観測所が天文と気象の関係を研究するため測地学委員会との共同事業として気象観測を開始し、同月下旬に臨時緯度観測所が測地学委員会より借用した装置で地震測定を開始した。

#### Z項の発見—万国緯度観測事業の継続—
ポツダムの万国緯度観測事業中央局が1900年の観測データ調べた結果、水沢の観測誤差が大きいと指摘し、望遠鏡の調査や観測を見直すように指示した。
1901年秋に万国緯度観測事業中央局の報告書の値に予想外の変動が見つる。
1902年1月6日に臨時緯度観測所長の木村栄がZ項発見の論文を発表する
臨時緯度観測所は1902年分より気象年報を発行する。
1903年8月の第14回万国測地学協会 (IAG) 総会（コペンハーゲン）に、日本政府は委員を参列させるにあたり臨時緯度観測事業は1904年末に満了のところ継続案に賛成する方針を閣議決定してこれに臨む。総会では臨時緯度観測事業を1906年末まで継続することが決まり、翌年に日本政府は水沢の臨時緯度観測事業の継続を閣議決定した。
1903年12月1日から1904年1月25日まで臨時緯度観測所が東京-水沢間経度差の測量を実施した。東京天文台の子午環（日本経緯度原点）と臨時緯度観測所の天頂儀室の経度差を測量した。
臨時緯度観測所は1903年の気象年報に前年と当年の地震観測の結果も掲載する。
1904年11月29日に臨時緯度観測所事務分掌規定を制定し、臨時緯度観測所に観測掛、気象掛、庶務掛、会計掛の4掛を置く。観測掛は地球回転軸より生ずる緯度変化に関することやこれに必要な天文に関することなど、気象掛は気象観測に関することや地震験測に関することなどを分掌した。
1905年7月25日、日本政府は1906年末に期限満了となる万国緯度観測事業に関する条約を継続して、1907年から更に10年延長に同意することを閣議決定した。
1907年10月中旬に臨時緯度観測所が昼夜緯度変化を観測するために測地学委員会所属のバンベルヒ子午儀を設置し観測開始する。
臨時緯度観測所は1907年から気象及び地震年報として発刊する。
1914年に第一次世界大戦が始まるとポツダムの中央局と各観測所との連絡が途絶えた。中立国の学者が縮少国際測地学協会を作り観測所と中央局との連絡にあたる。中立国であるオランダのライデン天文台台長のバックハイゼンの斡旋により日本、アメリカ、イタリアの3か所は観測を継続することが提議された。国際緯度観測事業は1916年末に条約の満了期限を迎え、国際測地学協会も条約の満了期限により解散してしまい、観測をやめた観測所もあったが水沢を含む3か所は観測を継続した。

#### 緯度観測所—万国緯度観測事業の中央局—
1919年7月、連合国の諸国学士院代表者会議（ブリュッセル）において、万国学術研究会 (IRC) を設立してその下に万国天文学協会 (IAU) を置き緯度変化委員会を設けることになり、臨時緯度観測所長の木村栄がその委員長に推薦される。また万国学術研究会の下に万国測地学及び地球物理学協会 (IUGG) を設ける。
同年12月27日に日本政府は万国天文学協会 (IAU) の緯度変化委員長を木村栄に受諾させることを閣議決定すると、翌1920年10月12日に技師木村栄に緯度観測所長を命じて、同月13日に臨時緯度観測所を緯度観測所（いどかんそくじょ、英: International Latitude Observatory, Mizusawa）に組織変更した。
万国天文学協会 (IAU) の緯度変化委員長を受諾することから、緯度観測所が各国の緯度変化に関する観測を集めてこれを計算し研究し、かつ必要に応じて特別の観測をできるようするため、緯度観測所は緯度変化の観測、計算およびこれが研究に関する事務を掌るとした。改正前と同様に所長は文部大臣の指揮監督を承けるとともに、観測に関しては測地学委員会委員長の指揮を承けるとされた。
1920年10月26日に、緯度観測所がZ項と上層気流との関係研究のため測風気球観測を開始した。
1921年7月1日に緯度観測所分課規定を制定施行し、緯度観測所に観測課、計算課、気象課、庶務課および会計課の5課を置く。観測課は緯度変化観測に関することや天文観測及び実験に関することなど、計算課は緯度変化観測結果計算並びにその研究に関することや緯度変化と他の現象との関係研究に関することとその報告・年報・外国通信などを分掌し、気象課に測候掛と高層気象掛の2掛を置く。測候掛は気象観測及びその計算に関することや地震検測に関することなど、高層気象掛は気球観測及びその計算に関することなどを分掌した。
同年12月15日に緯度観測所の本館（旧本館：奥州宇宙遊学館の建物）が竣工した。
1922年5月に万国天文学協会 (IAU) 第1回総会（ローマ）と万国測地地球物理学協会 (IUGG) 総会が同時開催した。総会の決議で緯度観測所長の木村栄を緯度変化委員長に選任し、万国緯度観測事業 (ILS) を万国天文学連盟 (IAU) 及び万国測地学・地球物理学連盟 (IUGG) 測地学部会に引き継ぎ、緯度変化計算の事務を緯度変化委員長の木村栄に委任した。
これにより、同年9月6日に緯度観測所が万国緯度観測事業 (ILS) の中央局となった。
1928年1月6日から緯度観測所が緯度観測用としてワンシャフ天頂儀に替わってアスカニア天頂儀の利用を開始した。
1929年には、緯度観測所で数時間から1か月程度の短周期の緯度変化と地殻潮汐との関係を研究するため技師と技手の増員を決定した。
1935年3月29日に緯度観測総合報告書第7巻を発行した。
同年7月の万国天文学協会 (IAU) 第5回総会（ストックホルム）で木村栄が緯度変化委員長と中央局長の辞任を表明し、万国緯度観測事業 (ILS) の中央局は翌年からナポリに移る。
1941年3月23日に緯度観測総合報告書第8巻を発行した。緯度観測所が万国緯度観測事業の中央局であった時期の緯度観測の集大成となる。

#### 新たな観測機器の導入と比較—系統誤差の評価と経度観測の開始—
1940年1月6日に緯度観測所が浮遊天頂儀による観測を開始した。クックソンが発明した浮遊天頂儀には写真観測など多くの利点があったが、風の影響を受けやすい欠点があると評価された。
1944年には第二次世界大戦により外国との通信が途絶して星の赤緯観測結果を利用できなくなったため、緯度観測所に設置した赤道儀による観測、調査、研究を開始することになった。
1949年4月1日に緯度観測所は15cm赤道儀による観測を開始した。
1945年4月に、東京天文台の一部が疎開のため緯度観測所内に分室を置いた。東京天文台がある三鷹からバンベルヒ子午儀とリーフラー子時計を持ち込んで水沢でも時刻観測及び報時業務を実施することになり観測結果をまとめて三鷹に報告していた。測地学委員会に属する三鷹国際報時所も報時用送受信機を携えて疎開してきた。緯度観測所の職員はこれらの業務に協力した。終戦後は緯度観測所が水沢での時刻観測（即ち経度観測）を引き継いだ
1949年5月31日に文部省設置法が公布された。文部大臣の所轄の下に緯度観測所を置き、緯度観測所は緯度変化の観測、計算およびその研究に関する事務をつかさどる機関とし、また文部省に測地学審議会を置いた。
同年6月1日に測地学委員会は測地学審議会に改組し、測地学審議会は緯度観測所の事業計画について緯度観測所長に助言できるとした。
また、緯度観測所は内部組織を変更し、所掌事務を分掌させるために庶務課、観測課、計算課、気象課を置いた。緯度観測記録を国際緯度事業中央局に送付することは庶務課がつかさどることになり、観測課は視天頂儀や浮遊天頂儀による緯度の観測及び研究、子午儀による時の観測及び研究、並びに赤道儀による観測及び研究、計算課は緯度の観測に必要な予備計算や緯度変化の研究に必要な観測結果の計算、気象課は緯度観測に必要な地上気象の観測及び研究や緯度観測に必要な高層気流の観測及び研究をつかさどるとした。
1952年9月の国際天文学連合 (IAU) 第8回総会（ローマ）において、写真天頂筒 (PZT) による観測と万国緯度観測事業 (ILS) で結果を比較研究することになる
同年9月19日に緯度観測所が欧米各国の報時を受信するためロンビックアンテナ設置し、1953年に緯度観測所の観測器械を統一して正式な経度観測を開始した。
時刻観測器械はバンベルヒ子午儀、天文時計はリーフラー時計、報時受信機は東芝製高安定度短波受信機
1953年3月20日に緯度観測所が写真天頂筒 (PZT) を新設した。
写真天頂筒は緯度と同時に経度すなわち時刻も観測できる。水沢で従来の天頂儀と写真天頂筒との比較観測を行い、また水沢とワシントンD.C.の緯度はわずか13分の違いなので共通に観測できる星で比較研究することになる。
1955年8月から9月の第9回国際天文学連合 (IAU) 総会（ダブリン）において、当時の新鋭観測機である写真天頂筒 (PZT) やアンドレ・ダンジョンの改良型アストロラーブによる観測が驚くべき好結果を示したことから、総会では従来の国際緯度観測の結果に批判が加えられ事業そのものを再吟味することになる。
水沢とワシントンD.C.で写真天頂筒 (PZT) による新しい観測網を確立することになり、緯度観測だけではなく経度観測についても国際的に重要な地位を確立する。
また、世界時の UT1 は極運動による経度変化を補正することになり、そのために極運動の速報値を算出できるように観測結果の週報を送ることになる。緯度観測より極座標の速報を出すため国際緯度速報事業 (IRS) を発足させることになり、当初はこれを国際緯度観測事業 (ILS) が担当していたが、その後まもなく国際報時局 (BIH) がその実務を担当するようになる。
同年11月6日から緯度観測月報の他に、週報をトリノの緯度中央局及びパリの国際報時局 (BIH) に送付開始した。
1956年に国際天文学連合 (IAU) や国際測地学・地球物理学連合 (IUGG) などが協力して、それらに関係する恒久的な事業を円滑に運営するために国際科学会議（ICSU）の下に天文地球物理恒久事業連盟 (FAGS) が発足し、国際緯度観測事業 (ILS) や国際報時局 (BIH) などがこれに属した。
同年2月から緯度観測所で経度観測に用いる観測器械を変更した。時刻観測器械は写真天頂筒 (PZT)、天文時計は水晶時計となる。
また、同年2月10日に緯度観測所がアメリカ海軍天文台と一部共通の星を用いて写真天頂筒 (PZT) による協同観測を開始した。
同年3月20日に緯度観測所が高性能無電受信機を設備し、1957年7月8日に緯度観測所がエッセン（英語版）水晶時計を設備し、経度観測施設が完備した。
1958年8月の第10回国際天文学連合 (IAU) 総会（モスクワ）において、国際緯度観測事業 (ILS) の観測を写真天頂筒 (PZT) やダンジョンのプリズム付アストロラーブの方法に変更する提案があったが日本は懐疑的な立場で、次回までに系統誤差を研究の上で観測儀の優劣を判断することになった。
1959年2月に緯度観測所が採用する公式経度を修正した。1953年1月から1955年9月までの経度観測結果をもとに公式経度を求めた。

### 国際極運動観測事業の時代

#### 国際極運動観測事業の中央局—緯度変化から地球回転へ—
1960年7月に国際天文学連合 (IAU) と国際測地学・地球物理学連合 (IUGG) の共催で緯度観測事業の将来に関する国際シンポジウム（ヘルシンキ）があり、そこでは国際共同緯度観測事業が従来のままで続けるべきではないという前提のもとで、国際共同緯度観測事業を続けるべきか、もし続けるとしたらどのように改変するべきか、もしやめるとしたら極軌道算出のためにどのような国際協力の組織を作ればよいか、緯度観測事業の将来の発展のためには観測器械、観測所の場所、観測プログラム、整約方法等はどうあるべきかなどが議題となった。結論としては、従来通りの39度8分での観測は今後も強化すること、日本でアストロラーブも用いて観測することを希望するなどの決議があり、将来の中央局を含めて翌年の国際天文学連合 (IAU) 総会で決定することになった。
1961年8月に国際天文学連合 (IAU) 第11回総会（バークレイ）において、国際緯度観測事業 (ILS) を改組して、従来の国際緯度観測所と独立観測所で観測した経度と緯度を共に用いる国際極運動観測事業 (IPMS) を翌年から発足させることになり、中央局長に緯度観測所の服部忠彦が選任された。国際極運動観測事業 (IPMS) は天文地球物理恒久事業連盟 (FAGS) に属した。このとき中央局のもう一つの候補にフランスがあり、緯度観測と時刻観測を総合して極運動を算出する目的で改組するのだから、国際報時局 (BIH) の中央局と同じところで極運動を算出するべきとの立場を取ったが、時刻観測を直ちに取り入れて極運動を計算するのは時期尚早と考えた人が多数であったため、ほとんどはこれに反対して日本を支持した。
同年12月に緯度観測所の写真天頂筒 (PZT) 観測はその目的の観測精度に達した。
1962年1月6日、緯度観測所が国際極運動観測事業 (IPMS) の中央局となった（1987年まで）
ところが、同年3月9日に緯度観測所観測研究部長の服部忠彦が急逝したことから、国際極運動観測事業 (IPMS) 中央局の業務は暫定的に緯度観測所長の池田徹郎が責任者として継続した。
同年9月に国際天文学連合 (IAU) 常置委員会（エレバン）は、国際極運動観測事業 (IPMS) 中央局は水沢に存続させて、緯度観測所の弓滋を代理中央局長に推す。
同年12月11日に緯度観測所の弓滋が国際極運動観測事業 (IPMS) 中央局の事務を引き継ぐ。
当時の緯度観測所の組織は所長の下に、庶務部及び観測研究部の2部、庶務部に庶務係、会計係、工作係及び図書係の4係、観測研究部に第一観測課、第二観測課、計算課及び気象課の4課を置き、第一観測課に視天頂儀係、浮遊天頂儀係及び赤道儀係の3係、第二観測課に子午儀係及び無線係の2係、計算課に計算係の1係、気象課に測候係、地震係及び高層気象係の3係を置いた。第二観測課の子午儀係は観測に子午儀ではなく写真天頂筒 (PZT) を用いた。
この頃の緯度観測所では観測器械比較の問題、z項の問題として観測に用いる星表の違いの整約、局所的な変化と地球全体に共通の変化、天文定数の改定等を踏まえた統一再計算、また時刻観測の問題などに取り組んだ。
1964年の国際天文学連合 (IAU) 第12回総会（ハンブルク）において、緯度観測所の弓滋が国際天文学連合 (IAU) の会員に加わり、正式に国際極運動観測事業 (IPMS) の中央局長に選任された。
また、第19委員会は「緯度変化」から「地球回転」に改称し、従来の緯度変化の他に第31委員会（時）から世界時の観測決定を引き継ぎ、地球回転に関するあらゆる研究を扱うことになる。なお、従来通りに国際極運動観測事業 (IPMS) は第19委員会に、国際報時局 (BIH) は第31委員会に所属した。
この頃の緯度観測所では、観測器械、観測方法、観測星系の異なる観測結果を整約し統合する方法を検討した。
また、緯度観測所の建物が老朽化したため改築が決まり、1965年8月から実験棟の改築工事をはじめ翌年度から本館の改築することになる。
1966年1月から緯度観測所でダンジョン・アストロラーブでの観測を開始した。

#### 地球物理学の研究—年周z項の解決—
1967年に緯度観測所は地球物理観測研究部を設置した。地球規模の変形が地球回転の乱れに関連しているとの認識から、地球物理観測研究部では傾斜、歪、重力等の観測を実施した。
同年の国際天文学連合 (IAU) 第13回総会（プラハ）において、第19委員会（地球回転）は極運動および関連する研究に用いる北極座標を国際緯度観測事業 (ILS) が観測した1900年から1905年までの平均北極位置を固定原点として、これを慣用国際原点 (CIO) と呼ぶことにした。
この頃に緯度観測所の本館（管理棟）やその隣の新実験棟が完成し、実験棟の屋上に超長波受信用のループ・アンテナ、1階に電子計算機室、地下室に浮遊天頂儀の乾板自動測定装置、写真天頂筒 (PZT) 乾板自動測定装置、レーザー光を用いて地球自転速度変動を測定するためのガスレーザー装置、地下の時計室にヒューレット・パッカード製セシウム原子時計を設備した。
1969年に緯度及び経度の基準となる極原点を慣用国際原点 (CIO) に統一することになり、緯度観測所を含む各国の天文台の採用経度を変更した。
同年に緯度観測所は原子時計と外国の超長波標準電波との比較結果を国際報時局 (BIH) へ報告し、翌1970年には原子時計を運んで郵政省電波研究所の原子時計との時計比較を行い、また同年からLORAN-C を用いて国際報時局 (BIH) の時刻と比較を始めた。
この頃から緯度観測所の略称に ILOM を用いる例が増える。ILOM は緯度観測所の英語表記 International Latitude Observatory, Mizusawa, Japan. を表す頭字語である。この英語表記は臨時緯度観測所のときから用いられてきた。
木村栄のz項は長い間解明されずに残ってきたが、1969年に緯度観測所の若生康二郎が弾性地球の日周潮汐の影響であることを発見し、さらに残りのz項は観測に用いる星群の視位置誤差よることを明らかにしたことで、共通z項については解決された。若生は緯度観測データを解析することで、年周z項は主に半年周期の章動項の採用値の誤差によるものであることを突き止た。当時の国際天文学連合 (IAU) が採用していた章動値が剛体地球を前提としたもので、地球の流体核共鳴の効果が考慮されていなかったからである。

#### 宇宙技術への取り組み
1970年の国際天文学連合 (IAU) 第14回総会（ブライトン）では、緯度観測所で取り組んでいる国際緯度観測事業 (ILS) の過去70年に遡って統一再計算の必要性が支持され国際的同意と協力のためのワーキンググループ設けられた。また人工衛星のドップラー観測、月レーザー測距、長基線電波干渉計 (VLBI) 等によって地球の自転や極運動を観測する論文や実績が報告され、これらの新しい技術の導入による幅広い観測プログラムの実施が要望された。
1971年の地球回転に関する国際シンポジウム（盛岡）では、VLBI等の新しい技術による観測の利用が期待されるとともに、地球潮汐観測や従来の観測器械での長期にわたる一元化された観測の継続なども決議された。このシンポジウムではVLBIによる観測が光学観測よりも2桁も高精度が可能であることが報告され、将来はVLBIによる地球回転の観測が光学観測に取って代わる技術と予想された。
こうした要望を踏まえて、1973年から1974年頃にVLBI開発のために緯度観測所は電波研究所と組んで、2機関以上にまたがる予算要求として科学技術研究調整費（文部省）を要求したが実現しなかった。
1974年4月6日の文部省設置法施行規則の改正により緯度観測所天文観測研究部の計算課を第一計算課に改めて、第二計算課を設置した。天文観測研究部に第一天文観測課、第二天文観測課、第一計算課、第二計算課の4課を置き、第一天文観測課は眼視天頂儀や浮遊天頂儀による緯度の観測および研究、並びに、赤道儀による観測および研究を行い、第二天文観測課は写真天頂筒やアストロラーブによる緯度および経度の観測および研究、無線電信による天文時の比較および経度の研究、並びに、精密物理時計による天文時の保時および研究を行い、第一計算課は緯度観測所における観測に必要な計算並びに観測結果の整約および研究に必要な計算、その計算に必要な計算方法の研究、並びに、電子計算機の利用に関することをつかさどり、第二計算課は国際極運動観測事業中央局の事務のうち極運動の決定およびこれに関連する研究を行うことや内外の関連機関に対して計算結果を報告すること、極運動に関する観測資料の収集および整理を行うこと、並びに、極運動に関する総合的な数理解析研究を行うことをつかさどるとした。
1975年8月の国際測地学・地球物理学連合 (IUGG) 国際測地学協会 (IAG) 総会（グルノーブル）では国際極運動観測事業 (IPMS) の将来が議題となる。1974年あたりから天文地球物理恒久事業連盟 (FAGS) の財政が極度に苦しくなったことから、天文地球物理恒久事業連盟 (FAGS) に所属する国際事業の活動状況を調べ始め、国際極運動観測事業 (IPMS) も国際報時局 (BIH) もともに北極座標を算出しており無駄ではないかと問題となった。論点として、人工衛星のドップラー観測、月レーザー測距、超長基線電波干渉計などの新しい技術の開発が進んで測定精度が非常に良くなり、在来の機種による光学的天文観測だけに頼っていて良いのかという意見が台頭してきた。緯度観測所の弓滋はよいものは出来るだけ早く実現したいと願っているが、新しい技術による観測がどのような系にのっとっているか、またいつまで継続できるかという問題を考慮すべきという立場をとり、新しい技術を積極的に取り入れてその体系を組織し、旧来のものと少なくとも18.6年の同時比較を行い、十分に検討して見通しがついてから新旧体制を入れ替えればよいという考えであった。こうした考え方はこのときの会議や国際天文学連合 (IAU) 第16回総会（グルノーブル）でも支持されて決議に反映された。また、北極座標の算出については国際極運動観測事業 (IPMS) が算出したものは他のものと比べて精度がよく、国際報時局 (BIH) が算出するものは速報性があることから相補的であり、将来とも存続させることになった。
1976年に緯度観測所は極運動研究部を設置した。
1978年に測地学審議会が「第4次地震予知5か年計画」を建議し、その中で人工衛星等を利用して測量を行う技術を含め測地測量の技術の研究を進展させる計画があり、その担当機関は電波研究所、国土地理院等とされたことから、長基線電波干渉計や人工衛星レーザー測距などの新しい技術を用いた測地については電波研究所、国土地理院や海上保安庁水路部（海洋情報部の前身）で研究を進めることになり。緯度観測所は絶対重力計による重力測定など地球物理学の研究や観測の方向に進むことになる。
1979年6月から緯度観測所は江刺地球潮汐観測施設での観測を開始した。
1980年から国際天文学連合 (IAU) と国際測地学・地球物理学連合 (IUGG) が提唱したMERIT計画が実施された。MERIT計画は宇宙技術による高精度の観測が実用化されつつあることを契機に、新旧のいろいろな観測手段で極運動・地球回転を国際的に観測し、それらを相互比較して今後の国際極運動観測事業 (IPMS) のあり方を考える趣旨で実施された。また国内では1983年に臨時行政調査会の答申により附属機関等の調整合理化として緯度観測所のあり方が問われ、文部省測地学審議会でその将来が検討されることとなった。
MERIT計画の進展を踏まえて、緯度観測所は将来の観測機器としてVLBIを保有することがわが国の学問の発展にとって最も有効な選択であるとの結論に達した。それから位置天文連絡会等で検討が行われ、1985年12月に位置天文連絡会はわが国の位置天文関連分野の装置計画として「地球回転・基準座標系用 VLBI : VLBI for the Earth Rotation study and Astrometry : VERA」を提言する。緯度観測所を中心とする建設グループを設立して計画の作成にあたった。
緯度観測所は高精度の観測が期待されかつ位置天文学研究の蓄積が生かされるVLBIを観測手段として採用する方針を立てていたが、当分は電波望遠鏡などを設置することは困難と予想されたことから、データ解析能力を備えるためにソフトウェアの研究に着手していた。このころ電波研究所ではVLBIの開発をすでに始めていた。緯度観測所は観測地点の位置の変化に関して地球の回転と変形の研究で実績を積んでおり、電波研究所はVLBI技術の実績はあるが測地分野の経験は少ないことから、両機関は協力することにした。電波研究所のVLBI開発に協力して緯度観測所はこれまで培ってきた地球潮汐、海洋潮汐、歳差・章動、日周運動および世界時の UT1 などに関する学識や観測データを提供して貢献した。
1985年における緯度観測所の組織には天文観測研究部、地球物理観測研究部、極運動研究部があり、天文観測研究部に第一天文観測課と第二天文観測課、地球物理観測研究部には気象観測課と地象観測課、極運動研究部には解析課と計算課があり1988年度に改組するまで続いた。
1987年に緯度観測所での眼視観測を終了した。

### 国際地球回転観測事業の時代

#### 国立天文台水沢—光学観測からVLBIへ—
- 1988年 - 国立天文台が発足し、緯度観測所は東京大学東京天文台・名古屋大学空電研究所第3部門と統合[3]
  - 水沢には主に地球回転研究系（ちきゅうかいてんけんきゅうけい、英: Earth Rotation Division[112][113]）と研究施設の水沢観測センター（みずさわかんそくせんたー、英: Mizusawa Astrogeodynamics Observatory[112][113]）を併設[3][20][注釈 5]

地球回転研究系、水沢観測センターは、地球の回転変動・潮汐変形・重力の変化などの高精度な観測・計測による惑星地球の力学的物理的性質の研究を目的とし、地球回転研究系には主幹（地球回転研究系教授の併任）のもとに電波地球計測、地球回転、地球計測情報、地球変形および重力の5部門を置き、水沢観測センターにはセンター長（地球回転研究系教授または助教授の併任）のもとに助教授、助手、工作室および事務室を置き、工作室には室長（水沢観測センター助手または助教授の併任）があり、事務室には課長補佐、庶務係および会計係を置いた[3]。
  - VERAの建設計画は、地球回転研究系および水沢観測センターが推進、郵政省通信総合研究所 (CRL) 鹿島支所の26mアンテナを利用するVLBI観測に参加、三鷹の6mミリ波望遠鏡をVLBI用アンテナへ改造、通信総合研究所 (CRL) のVLBI解析ソフトウェア開発に協力[114]
  - スペースVLBIの研究は、野辺山の電波天文学研究系が実施[116]
  - 中央標準時の決定及び現示の業務は、原子時関係を三鷹にある位置天文・天体力学研究系の天文保時室が担当、世界時 (UT1) 関係を地球回転研究系および水沢観測センターが担当[117][114][注釈 6]
- 1989年 - 地球回転研究系に精密位置計測研究部門（国内客員）を設置
  - 野辺山の電波天文学研究系に超長基線干渉計天体物理学部門を設置[118]

超長基線干渉計天体物理学部門はVLBI観測研究やVSOP計画を含む装置開発を実施[119]
  - 地球回転研究系および水沢観測センターがVLBI用6mアンテナを野辺山宇宙電波観測所に設置[120]

野辺山宇宙電波観測所と協力してVLBI用相関装置の開発を実施
野辺山宇宙電波観測所や通信総合研究所関東支所と協力してVLBI用6mアンテナを用いたVLBI観測を実施
- 1991年 - 地球回転研究系および水沢観測センターのメンバーで月探査に関する研究開始[121]

惑星計測研究として月の秤動、潮汐、重力場の観測法の研究、重力偏差計の開発、月の潮汐変形の予測モデルの研究を始めた。月周回衛星 (LUNAR-A) に電波発信機を搭載させる計画
- 1992年 - 水沢にVLBI用の10mアンテナ完成[123][124]
  - 従来、三鷹地区の保時業務は位置天文・天体力学研究系の天文保時室で、水沢地区の保時業務は水沢観測センターでそれぞれ行ってきたところ、1992年4月より位置天文・天体力学研究系と水沢観測センターの共同事業として新しく国立天文台の天文保時室を編成し直してこれにあたることになる[注釈 7]。新たな天文保時室では国内VLBI観測を支援するためにセシウム原子時計の共同利用を開始し、またNTPの開発研究を開始した[127][124]。
- 1993年 - この年までは VERA は (VLBI for the Earth Rotation study and Astrometry) を表す頭字語であった[128]。
  - 地球回転研究系に地球力学研究部門（外国人客員）を設置[129]
  - 水沢観測センター事務室に課長補佐に替わって専門職員を配置[130]
- 1994年 - この年から VERA は (VLBI Exploration of Radio Astrometry) を表す頭字語に改めた[131]。測地観測におけるGPS測地の台頭により、VERA の用途が地球回転・基準座標系から天文観測へ重点が移る。
  - 国立天文台が三鷹にVSOP室を設置[注釈 8]
- 1995年 - 地球回転研究系および水沢観測センターでRISE計画の検討を開始[136][注釈 9]
- 1996年 - 天文保時室の管理業務が三鷹（位置天文・天体力学研究系）から水沢に移転[13][139][注釈 10]
  - 電波天文学研究系で光結合型高感度電波干渉計の研究を開始[141]。
- 1999年 - 国立天文台が三鷹にVERA推進室を設置[注釈 11]
- 2001年 - 国立天文台にRISE開発室を設置[注釈 12][注釈 9]
- 2002年 - 日本国内の4か所に設置したすべてのVERA観測局（水沢、入来、小笠原、石垣島）のファーストライト[145][146]
  - 水沢観測センターの工作室を廃止[147]

#### VERAの利用開始
- 2003年 - VERAのプロジェクト観測と共同利用観測を開始[145][146]
- 2004年 - 国立天文台の組織改革によりプロジェクト制を導入[注釈 13]
  - 水沢にCプロジェクト室の水沢観測所（みずさわかんそくじょ、英: Mizusawa Astrogeodynamics Observatory[149]）とVERA観測所（べらかんそくじょ、英: VERA Observatory）等を併設[150][20][注釈 14][注釈 15]
  - 水沢観測所内に事務室、RISE推進室及び天文保時室を組織[151][注釈 16]

水沢観測所は、惑星としての地球、月、惑星の研究を推進した。月探査計画 RISE 及び地球深部ダイナミクス (GGP) が当初の中心的な事業で、その他に水沢地区の観測施設・設備の運用、江刺地球潮汐観測施設における物理測地観測研究、ならびに、中央標準時の現示及び国際重力基準点の維持も行っていた[154]。
  - VERA観測所は、VERA計画で銀河系内天体のアストロメトリ観測を行い、銀河系全域の空間構造および速度構造を明らかにすることを目標とした。また、光結合 VLBI 観測システムや、大学連携・東アジア VLBI 観測網を推進した[155]。

VERA観測所がVERA観測の一元運用システムを開発したことにより、水沢AOCからVERA観測をリモート運用できるようになる[155]。
  - VSOP室はAプロジェクト室のスペースVLBI推進室に組織変更[156][注釈 17]

スペースVLBI推進室は次期スペース VLBI (VSOP-2) の推進を目標とした[156]。
- 2006年 - 国立天文台がプロジェクトを再編[157][注釈 13]
  - 水沢にCプロジェクト室の水沢VERA観測所（みずさわべらかんそくじょ、英: Mizusawa VERA Observatory[158]）とBプロジェクト室のRISE推進室を併設[20][159][注釈 18]
  - 水沢VERA観測所内に事務室、光結合VLBI推進室、石垣島天文台及び天文保時室を組織[注釈 19]
- 2007年 - 月探査機「かぐや」打ち上げ成功により、RISE推進室からRISE月探査プロジェクトに組織変更[161]
- 2008年 - RISE月探査プロジェクトはCプロジェクト室となる[162][注釈 13][注釈 20]
  - スペースVLBI推進室はVSOP-2推進室としてBプロジェクト室となる[164][注釈 13][注釈 21]
- 2009年 - 水沢VERA観測所とVSOP-2推進室を統合して、Cプロジェクト室の水沢VLBI観測所となる[165][166][注釈 22]
  - 水沢VLBI観測所内に事務室、光結合VLBI推進室、石垣島天文台及び天文保時室を組織[注釈 23]
  - RISE月探査プロジェクト内に、サブプロジェクトとして月惑星探査検討室を組織[168][166][注釈 24]
- 2011年 - 水沢VLBI観測所内の光結合VLBI推進室を廃止[169]
- 2012年 - RISE月探査プロジェクトが、Aプロジェクト室のRISE月惑星探査検討室として再出発[20][170][171][注釈 13]
  - 天文シミュレーションプロジェクトがスーパーコンピュータを三鷹に設置していたところ、水沢VLBI観測所の敷地内に置くことになる[172][173]。
- 2013年 - 国立天文台で研究支援組織を再編し、水沢VLBI観測所の事務室に事務室長が配置された[174]。
- 2019年 - RISE月惑星探査検討室がAプロジェクト室のままRISE月惑星探査プロジェクトに名称変更[20][175]
- 2020年 - 石垣島天文台が水沢VLBI観測所から、天文情報センターに移る[176]
- 2022年 - 天文保時室が水沢VLBI観測所から、天文情報センターの管轄に移る[177][注釈 25]

## 業務解説
明治時代に国際緯度観測事業に参加するために前身の臨時緯度観測所を設置したときから、極運動を研究するために緯度変化の天文観測を行い、また当初から天文観測と気象や地震との関係についても観測・研究を行ってきた。
その後、緯度観測所となってからも極運動と自転速度変動を合わせた地球回転に関する天文学、測地学、地球物理学の観測、計算および研究を一貫して継続してきた。1970年代頃から光学天文観測の精度をはるかに超える宇宙技術が発展してきたことから、国立天文台に改組するときには地球回転とそれに関連する研究だけではないより広い研究領域を対象とするようになっていた。
現在は主にVERAを用いて天文学の研究やVERAの共同利用を行っているが、今でもVLBIやGPSを用いた測地学観測や、傾斜計、歪み計測、重力計を用いた地球物理学観測を継続し、天文学・測地学・地球物理学の観測所として機能している。
また、緯度観測所は1945年から時刻観測（経度観測）を始め、その後は精度のよい観測ができる写真天頂筒 (PZT) や水晶時計などを導入し、さらにセシウム原子時計を設備して、1969年から緯度観測所 (ILOM) は国際報時局 (BIH) に原子時計の時刻比較結果を報告している。1988年に改組した後の国立天文台水沢（NAOM、1997年から NAO）でも、地球回転の観測結果を国際地球回転・基準系事業 (IERS) に報告することで地球姿勢パラメータ (EOP)、世界時 (UT1) や基準座標系に寄与し、また原子時計を運転して国際時刻比較を行うことで国際原子時 (TAI) や協定世界時 (UTC) の生成に寄与する国際協力を実施している。
うるう秒調整に関しては、本観測所はあくまでも観測データを供給する観測所であるので、その決定は国際地球回転・基準系事業 (IERS) が行う。本観測所の原子時計は IERS からの指示を受けて同時に補正を行っている。
2004年稼動の"AOS"は、Astronomical Online Systemのこと。"1Gigabit/sec=128MByte/sec"の専用線通信によって、VERA局をオンラインで結ぶシステムのこと。このシステムが稼動する以前は、観測点での観測データにタイムスタンプをマークした磁気テープを解析器に掛けて、相関演算を行う必要があった。現在のシステムの場合には、観測データと同時にタイムマークデータを専用線で送ることで、直接相関演算を行い、解析が可能になっている。
2015年からは、同観測所教授本間希樹が観測所長に就任。2019年には本間所長ら同観測所研究者らが参加する国際プロジェクト「イベントホライズンテレスコープ」が、ブラックホールの影を世界で初めて撮影し注目を集めた。しかし、2020年度の天文台関連の予算は半分程度に減額されることとなり、観測所でも電波望遠鏡の停止や人員の補充が行われないなど研究への影響が懸念される事態に至った。結果として、他の研究を実施するなどして予算が確保され電波望遠鏡の維持は可能となった。2021年には必要最低限の研究が可能な予算要求がほぼ満額で決定された。

## 敷地内施設概要

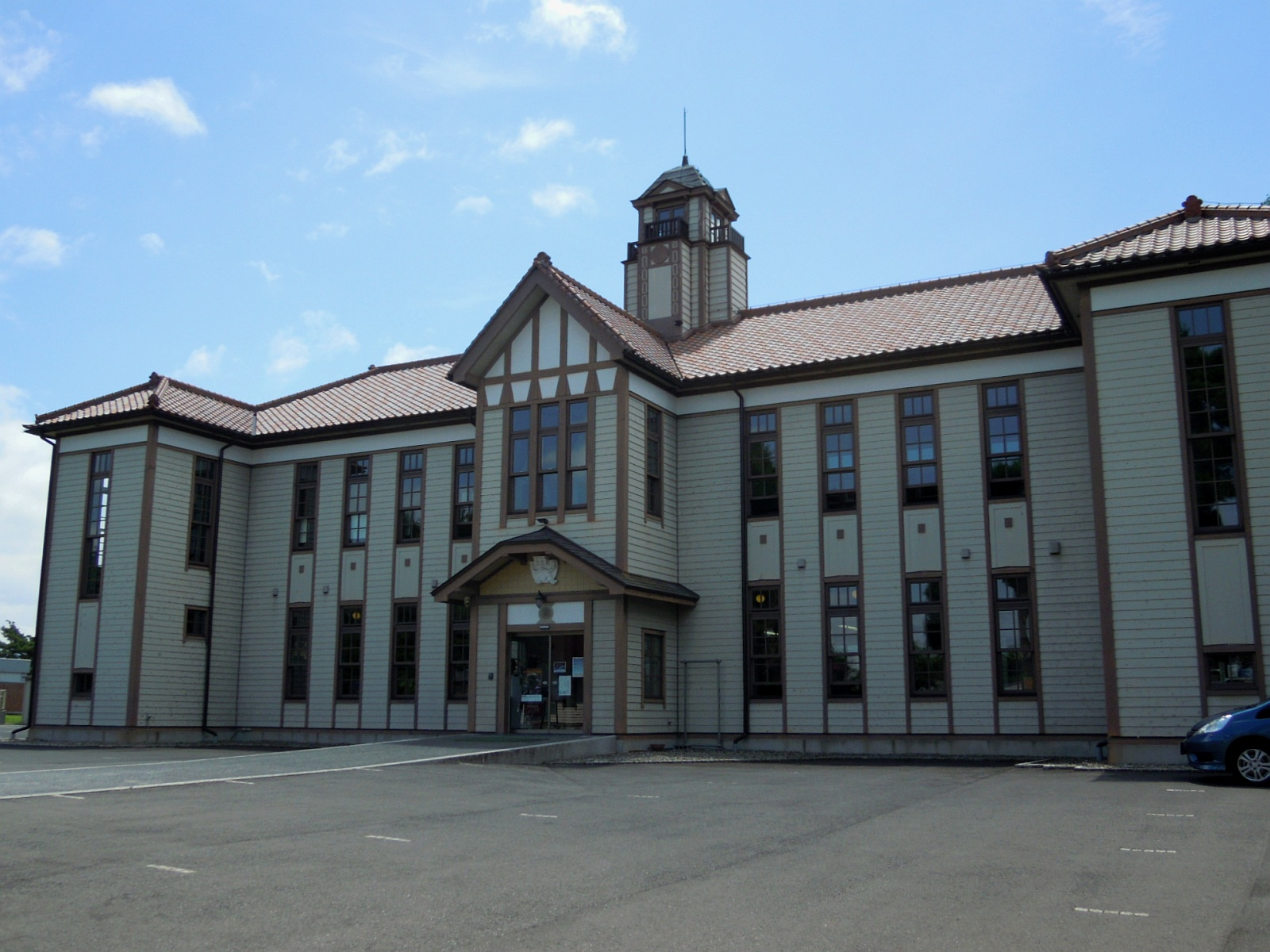
奥州宇宙遊学館（旧本館）

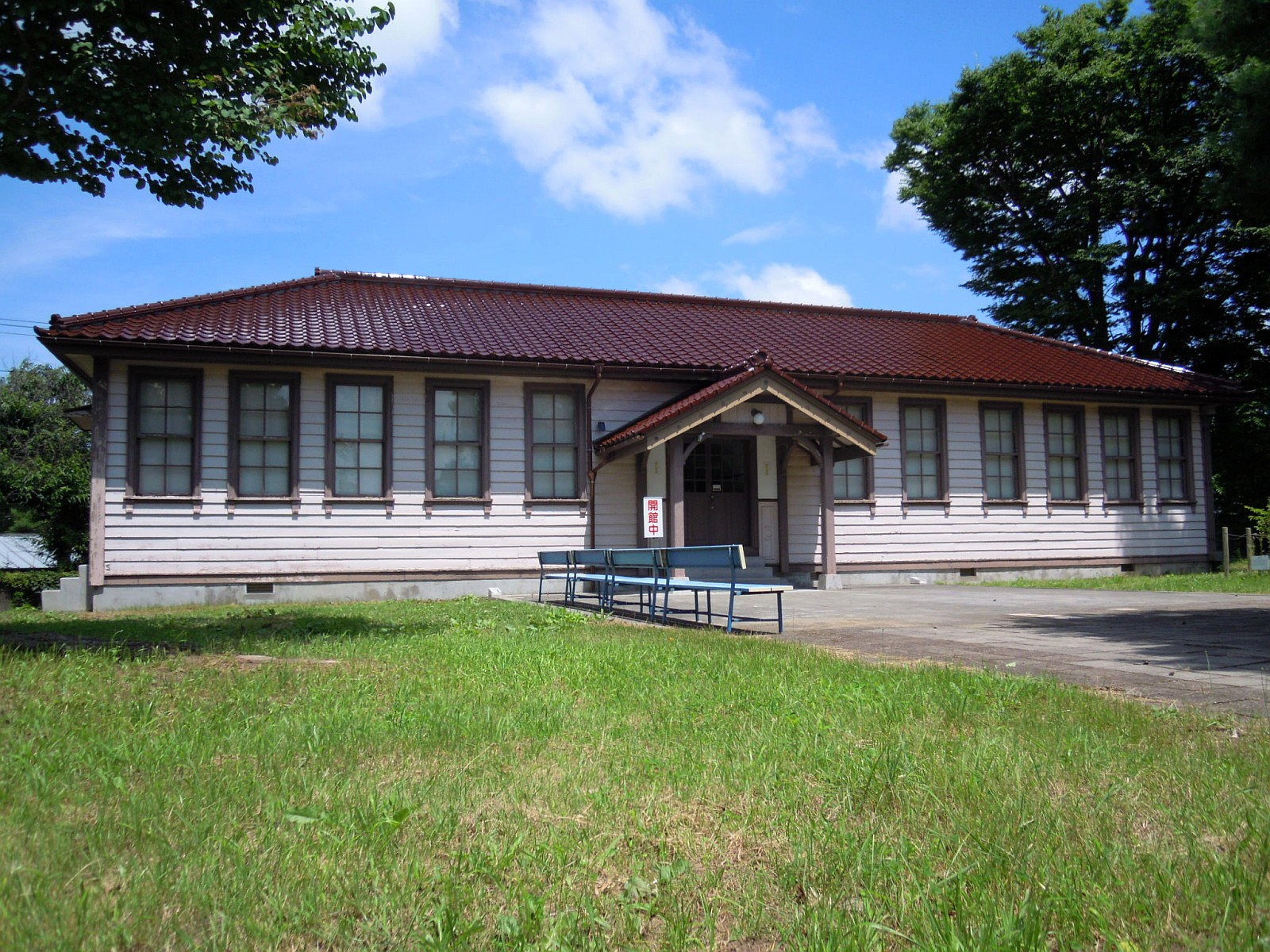
木村榮記念館（旧本館分館）

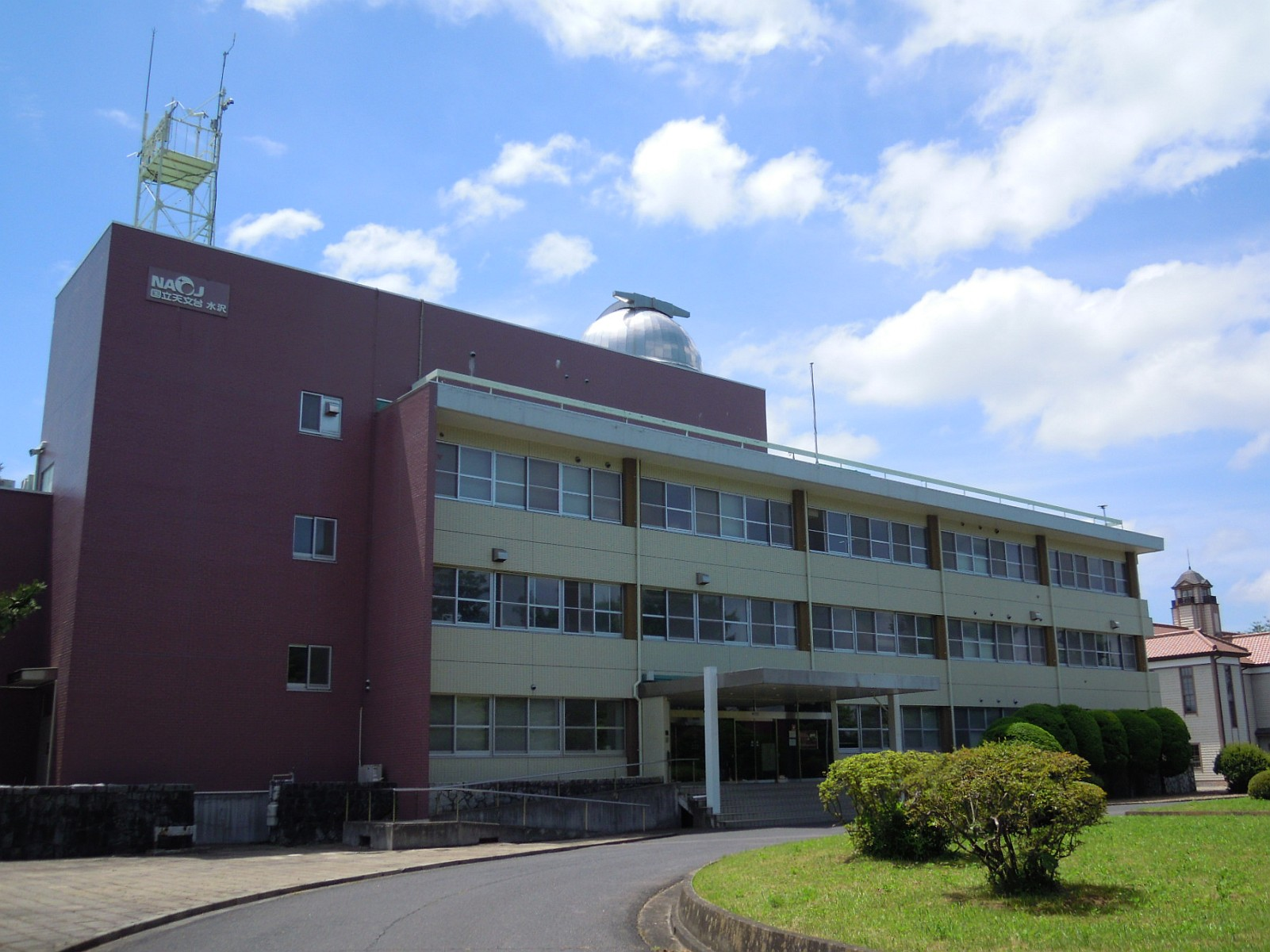
本館

- 旧本館 - 1921年に竣工した2代目の本館。奥州市に譲渡され奥州宇宙遊学館として活用されている。木造2階建て[185]。登録有形文化財（建造物）[42]。
- 旧本館分館 - 1899年に竣工。臨時緯度観測所時代に建てられた初代本館。現在は改装され「木村榮記念館」として測地学資料等の展示等を行っている。登録有形文化財（建造物）[28]。
- 眼視天頂儀室 - 緯度観測専用望遠鏡「眼視天頂儀」が設置されていた。屋根を水平左右方向にスライドさせて開放し、天頂の天体を観測していた。同じ仕様の望遠鏡と観測小屋が北緯39°08'上の世界６カ所に設置され、地軸の微小な振動運動の結果により生じる変化を測定していた（「国際緯度観測所」を参照）。眼視天頂儀本体は木村榮記念館（旧本館分館）に展示されており、天頂儀室は外部からのみの見学できる。登録有形文化財（建造物）[31]。
- 眼視天頂儀目標台および覆屋 - 眼視天頂儀室の真北、約100mの場所にあり、直方体の台に電球の灯装置を２個を並べて固定。天頂儀室にいる観測者は、覆屋の窓越しに見える電球の明かりを見ながらし正しい方角を確認して、天儀を操作していた。外部からのみ見学できる。登録有形文化財（建造物）[186]。
- VERA解析棟 - VERA観測のデータ解析を行うための研究解析本部。
- 重力絶対測定室/RISE実験室
- 口径20m電波望遠鏡 - VERA水沢局
- 口径10m電波望遠鏡 - ミリ波観測用
- 現：本館（研究解析棟）
  - 研究室
  - 天文保時室 - 協定世界時（UTC）を刻む原子時計数台の運用を行う[14]。日本標準時（JST）を刻む原子時計は、情報通信研究機構にて実施している。
- スーパーコンピュータ室 - 天文学専用スーパーコンピュータ「アテルイⅡ（ツー）」理論演算性能 3.087 Pflops（ペタフロップス）[187]
- 江刺地球潮汐観測施設 - 精密重力場観測（超伝導歪計、精密加速度測定装置など）機器によって、地球潮汐観測を実施している。本館等がある水沢の観測所敷から直線距離で約17km離れた奥州市江刺伊手地内の阿原山山腹にある[104]。
- 光学望遠鏡群（撤去）-　敷地内の北緯39°8′3″の緯度線上に並んでいた。1970年台の最盛期には、眼視天頂儀に加え浮遊天頂儀、写真天頂筒、ダンジョン・アストロラーブが、毎晴天夜観測を行っていた[83][188]。

このほか敷地内には、2008年-2009年にかけて若田光一とともに国際宇宙ステーションを往復した宇宙桜（ウバヒガンザクラ）が植樹されている。

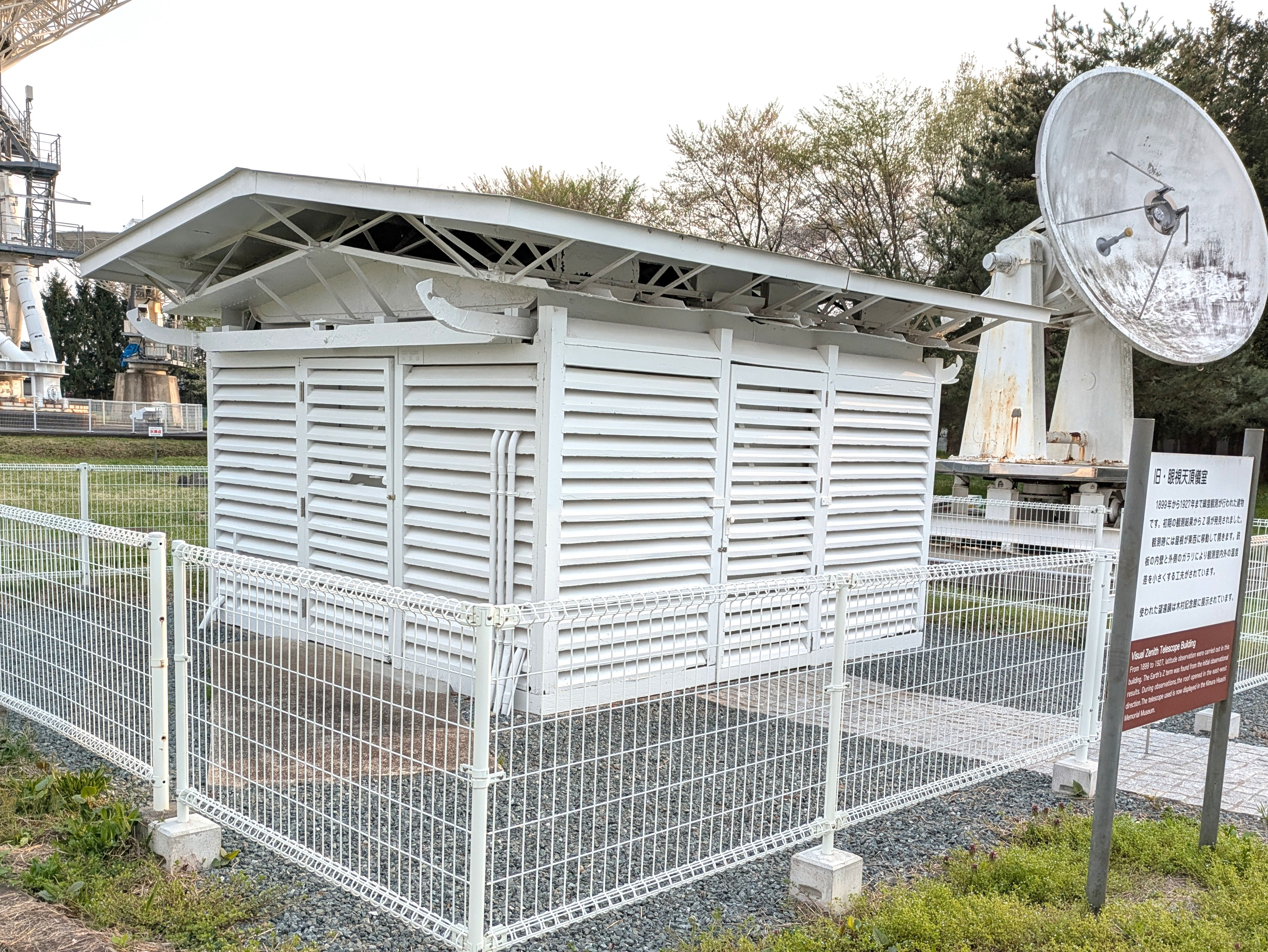
眼視天頂儀室
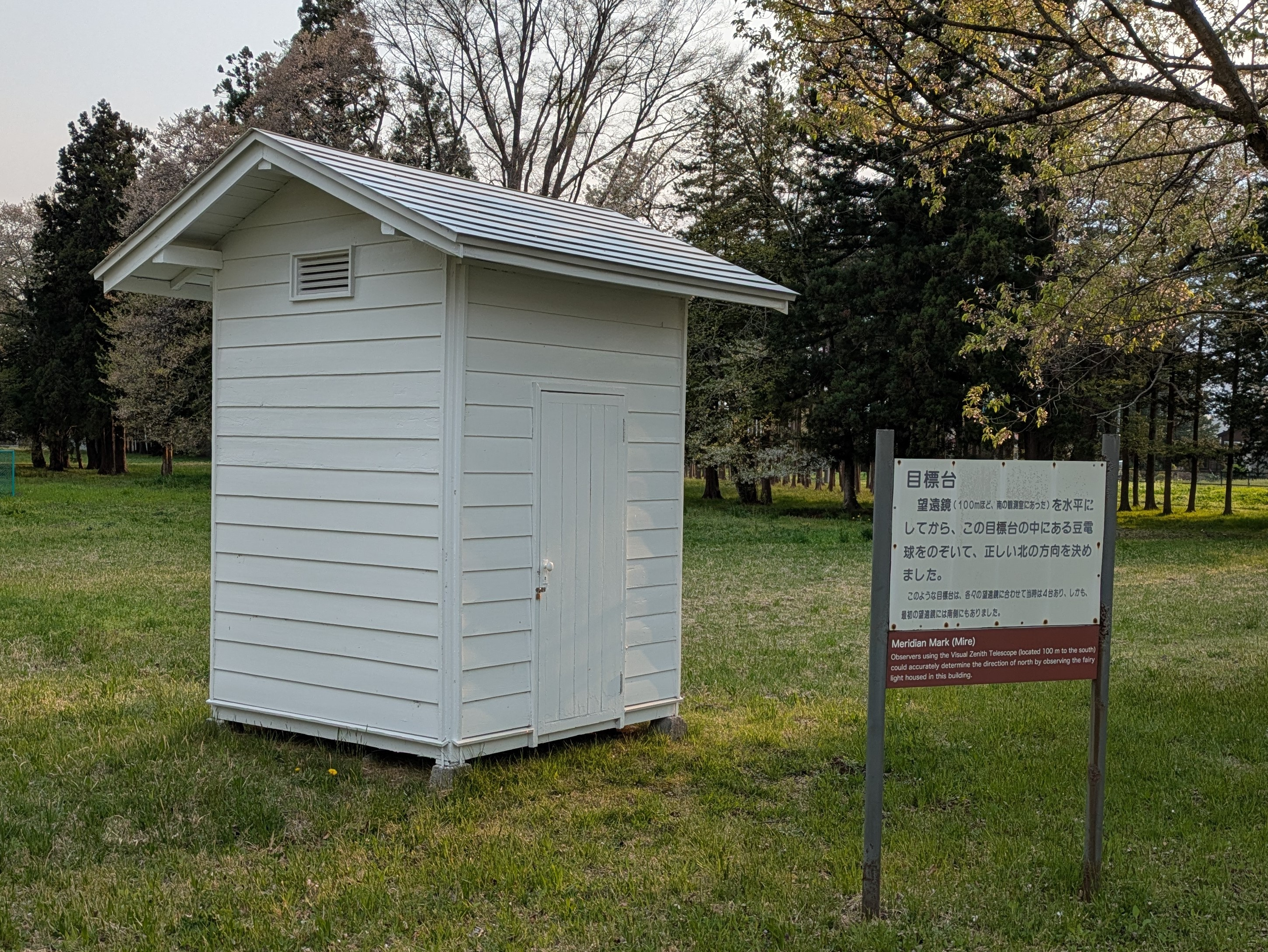
眼視天頂儀目標台および覆屋

## 研究内容

### 水沢VLBI観測所で活動中の研究
水沢VLBI観測所では、次のような研究を行っている。

#### 天体観測
- VERA - VLBI（超長基線電波干渉計）観測網を用いて、銀河系の３次元地図を作成するプロジェクト[7]。

日本国内の4カ所（VERA水沢局、VERA入来局、VERA小笠原局、VERA石垣島局）に設置した電波望遠鏡の観測データを合成することで、日本列島規模の巨大なVLBI観測網を形成している。これを用いて、天の川銀河の天体位置を計測し、また年周視差から星までの距離を算出（三角測量）している。これらを継続して観測することで天の川銀河の運動を研究している。
2007年、オリオンKLの正確な位置の特定に成功。2023年、天の川銀河中心の分子雲の「速度計測」に成功。
- 大学VLBI連携観測 - 国立天文台と6大学の共同研究として実施

日本VLBI観測網（JVN）はVERAおよび大学・研究機関（JAXA/ISAS）が運営する電波望遠鏡を組織化した観測網で、銀河系外の活動銀河中心核や銀河系内のメーザーの高分解能観測を推進
2022年度の研究対象は活動銀河核、メタノール・メーザ、X線連星系など。
- 日韓VLBI・東アジアVLBI・ミリ波VLBI等の国際観測 - 東アジア各国の電波望遠鏡とVERAを連携させて最大直5,500kmに及ぶ世界最大級の電波望遠鏡観測網を運用
- EHTプロジェクト - EHT（イベントホライズンテレスコープ）は、地球規模の電波干渉計を用いてブラックホールシャドウの撮像を目指す国際共同研究プロジェクト[192]

2024年に天の川銀河中心のブラックホールの縁に渦巻く強力な磁場を発見
- SKA1サブプロジェクト - 2021年から建設中の国際電波望遠鏡プロジェクト

#### 測地・地球物理
- VLBI測地 - VERAネットワークの位置と形状を監視するために、定常的な測地観測を実施

国際VLBI事業 (IVS) セッションでの広帯域観測と IVS 相関局への記録データの転送を定常運用
- GPS観測 - VERAの各局では、座標の短周期の変動の監視と、大気による電波伝搬遅延の推定のため、GPSの連続観測を実施

GPS による水沢局の座標変動観測と水沢における重力観測を組み合わせて、2011年東北地方太平洋沖地震発生後の変化を観測
- 江刺地球潮汐観測施設 - 地球潮汐や地殻変動の連続観測を行う施設。地殻歪計や重力計を備える[104]。

関連機関との協定に基づき、地殻ひずみ変化等の観測データを、北海道大学地震火山研究観測センターを経由して関係機関にリアルタイムで配信。

#### 装置開発
- 2022年度はVERA搭載用両偏波多周波受信広帯域観測システムの開発など

水沢相関局で利用するサーバの次期システムとして GPU を用いたソフトウェア相関器の開発など

### 水沢キャンパスに拠点を置く他の組織
水沢キャンパスでは、水沢VLBI観測所の他にもプロジェクトやセンターが拠点を置いて研究および活動している。
- RISE月惑星探査プロジェクト - 水沢で培った測地学的な研究手法を月と惑星に応用して、太陽系の惑星や衛星の内部を調べて太陽系の起源や進化、さらには生命の成り立ちに迫ろうとする研究[194][195][9]

2022年度は、火星衛星サンプルリターン計画（MMX）測地学科学戦略チーム（GSST）として参加、また、「はやぶさ2」LIDAR の測距データを公開
- 天文シミュレーションプロジェクト（CfCA） - 共同利用のためのスーパーコンピュータの運用と研究開発[196][197][198]

水沢VLBI観測所の敷地では、2018年6月より本格稼働を始めた天文学専用のスーパーコンピュータ「アテルイⅡ」を運用
- 天文情報センター - 天文学情報の収集と発信、科学コミュニケーションの核となる組織[200][201]

2023年2月現在は水沢キャンパスで天文保時室を運用中

### 水沢VLBI観測所から別の組織に移管したもの
- 石垣島天文台 - 地元の団体と連携して運営。むりかぶし望遠鏡を設置。天文学の広報普及のためにも時間を割り当てている[202]

2020年4月に天文情報センターに移管
- 天文保時室 - 中央標準時を決定し、および現示する業務を行う。NTPサーバーによる報時も実施

2022年4月に天文情報センターに移管

### 活動していないもの
- VSOP-2プロジェクト - 電波天文衛星と連携したスペースVLBI。2009年に水沢VLBI観測所に統合後は地上観測網の整備を推進。2010年度まで活動実績がある[203]。
- GGPプロジェクト - 超伝導重力計の国際観測網計画（重力場の精密測定によって地球の形状を測定するプロジェクト）。CHAMP計画の地上支援プロジェクトとして位置づけられている。2012年度まで活動実績がある[204]。
- 光結合VLBI推進室(OCTAVE, Optically ConnecTed Array for Vlbi Exploration) - 日本国内にある電波望遠鏡を超高速インターネット(SuperSINET)等で接続するVLBI計画。2013年度まで活動実績がある[205]

## 宮沢賢治と緯度観測所
花巻農学校（現・岩手県立花巻農業高等学校）の教師をしていた宮沢賢治が、たびたび水沢緯度観測所を訪れており、数々の名著の構想を育んだとされる。童話『風野又三郎』（『風の又三郎』の先駆作品の一つ）には水沢緯度観測所の一文が書かれ、『銀河鉄道の夜』の題材のヒントになったとされている（『風野又三郎』では、水沢緯度観測所でテニスに興じる「木村博士」が登場する）。また、童話「土神と狐」では、「水沢の天文台」という表現が出てきている。
旧緯度観測所の本館を保存した奥州宇宙遊学館では、「宮沢賢治と緯度観測所」として、賢治とこの地方の関わりについてたどっている。また、賢治をモチーフとした「又三郎」がマスコットキャラクターとして使用されている。

## 所在地
- 岩手県奥州市水沢星が丘2-12
  - 交通
    - JR東日本・東北本線・水沢駅より
      - ｢水沢駅通り｣まで徒歩5分。ここからZバス｢見分森行｣で｢天文台前｣下車。
      - 徒歩20分。

    - JR東日本・東北新幹線・水沢江刺駅より岩手県交通｢水沢江刺駅線　胆沢病院行｣または、Zバス｢水沢病院行｣で、｢水沢駅通り｣下車。ここから
      - Zバス｢見分森行｣に乗り換え、｢天文台前｣下車。
      - 徒歩15分。

## 見学案内
国立天文台の他の観測所と同じで、年末年始を除き9時から17時まで一般見学可能（奥州宇宙遊学館及び木村榮記念館は、年末年始のほか火曜休館）。パンフレットは奥州宇宙遊学館で配布している。

## 歴代観測所長
前身の臨時緯度観測所の所長から現在の水沢VLBI観測所の観測所長までの歴代観測所長。

### 臨時緯度観測所／緯度観測所
臨時緯度観測所およびその後継の緯度観測所の歴代所長。
臨時緯度観測所の所長は奏任とし、技師を以てこれに充てた。
| 通算 | 代   | 氏名   | 就任年月      | 退任年月       | 本官 | 後職         | 備考                  |
| ---- | ---- | ------ | ------------- | -------------- | ---- | ------------ | --------------------- |
| 初代 | 初代 | 木村栄 | 1899年10月1日 | 1920年10月12日 | 技師 | 緯度観測所長 | 発令日は1899年9月30日 |

緯度観測所の所長は技師を以てこれに充てた。緯度観測所の技師は奏任とし、内1人を勅任とすることができた。その後、連合国占領下での官制の改正により所長は一級または二級の文部技官を以てこれに充てることになる。さらに国家行政組織法および文部省設置法に基づく文部省設置法施行規則により所長は専任の官職となる。
| 通算  | 代       | 氏名       | 就任年月       | 退任年月      | 本官／本務 | 後職 | 前職             | 備考 |
| ----- | -------- | ---------- | -------------- | ------------- | ---------- | ---- | ---------------- | --- |
| 初代  | 初代     | 木村栄     | 1920年10月13日 | 1941年4月     | 技師       | -    | 臨時緯度観測所長 | 発令日は1920年10月12日 退職 |
| 第2代 | 第2代    | 川崎俊一   | 1941年4月      | 1943年1月19日 | 技師       | -    | -                | 在任中に逝去 |
| 第3代 | 事務取扱 | 池田 徹郎  | 1943年1月19日  | 1943年10月3日 | 技師       | 所長 | -                | 気象課長（所長事務取扱） |
| 第3代 | 第3代    | 池田 徹郎  | 1943年10月4日  | 1963年5月16日 | 技師       | -    | 所長事務取扱     | |
| 第3代 | 第3代    | 池田 徹郎  | 1943年10月4日  | 1963年5月16日 | 文部技官   | -    | -                | 文部省官制等中改正ノ件（昭和21年勅令第204号、第7条、附則、1946年4月1日施行） 文部省設置法（昭和24年法律第146号、第19条、附則第1項、附則第2項、1949年6月1日施行） |
| 第3代 | 第3代    | 池田 徹郎  | 1943年10月4日  | 1963年5月16日 | 所長       | -    | -                | 文部省設置法施行規則（昭和28年文部省令第2号、1953年1月13日公布） 退職。 1976年1月5日緯度観測所名誉所員                                                           |
| 第4代 | 第4代    | 奥田豊三   | 1963年5月17日  | 1976年6月     | 所長       | -    | 国土地理院長     | 退職。緯度観測所名誉所員 |
| 第5代 | 第5代    | 坪川家恒   | 1976年6月      | 1986年3月31日 | 所長       | -    | 地震研究所長     | 退職。緯度観測所名誉所員 |
| 第6代 | 事務取扱 | 細山謙之輔 | 1986年4月1日   | 1988年6月30日 | 部長       | -    | -                | 地球物理観測研究部長（所長事務取扱） 退職。緯度観測所名誉所員 |

### 地球回転研究系・水沢観測センター
国立天文台・地球回転研究系の歴代主幹／研究主幹および水沢観測センターの歴代センター長。緯度観測所から国立天文台へ改組したときに、水沢には主に地球回転研究系と水沢観測センターが併設された。地球回転研究系の主幹／研究主幹が全体の所長の役割を担った。旧緯度観測所の研究職員は、教育職となった。
地球回転研究系の教授の一人に主幹／研究主幹を併任させた。1991年度から主幹を研究主幹に改称した。
| 通算   | 代    | 氏名       | 就任年月     | 退任年月      | 本務 | 後職                 | 前職                         | 備考 |
| ------ | ----- | ---------- | ------------ | ------------- | ---- | -------------------- | ---------------------------- | --- |
| 第7代  | 初代  | 若生康二郎 | 1988年7月1日 | 1990年3月31日 | 教授 | -                    | 緯度観測所極運動研究部長     | 地球回転研究系（地球回転部門）教授 併任解除により主幹を退任 1991年3月31日退職（地球回転研究系・教授） 名誉教授（国立天文台）                                                                                  |
| 第8代  | 第2代 | 笹尾哲夫   | 1990年4月1日 | 1993年3月31日 | 教授 | -                    | -                            | 地球回転研究系（電波地球計測部門）教授 併任解除により研究主幹を退任 1999年度からVERA推進室・教授を併任（VERA推進室統括責任者） 2003年3月31限り任期満了により4月1日退職（地球回転研究系・教授） 亜洲大学校教授 |
| 第9代  | 第3代 | 横山紘一   | 1993年4月1日 | 2000年3月31日 | 教授 | -                    | 水沢観測センター・センター長 | 地球回転研究系（地球計測情報部門）教授 任期満了により研究主幹を退任 2001年3月31日退職（地球回転研究系・教授） 名誉教授（国立天文台）                                                                          |
| 第10代 | 第4代 | 河野 宜之  | 2000年4月1日 | 2002年3月31日 | 教授 | -                    | -                            | 地球回転研究系（地球回転部門）教授 2001年度からRISE開発室・教授を併任 任期満了により研究主幹を退任 |
| 第11代 | 第5代 | 真鍋 盛二  | 2002年4月1日 | 2004年3月31日 | 教授 | 水沢観測所・観測所長 | 水沢観測センター・センター長 | 地球回転研究系・教授 VERA推進室・教授（併任） |

地球回転研究系の教授または助教授の一人に水沢観測センターのセンター長を併任させた。
| 代    | 氏名      | 就任年月     | 退任年月      | 本務                   | 後職                           | 前職                       | 備考 |
| ----- | --------- | ------------ | ------------- | ---------------------- | ------------------------------ | -------------------------- | --- |
| 初代  | 角田 忠一 | 1988年7月1日 | 1992年3月31日 | 地球回転研究系・教授   | -                              | 緯度観測所天文観測研究部長 | 地球回転研究系（重力部門）教授 退職（地球回転研究系・教授） 名誉教授（国立天文台）                               |
| 第2代 | 横山紘一  | 1992年4月1日 | 1993年3月31日 | 地球回転研究系・教授   | 地球回転研究系・研究主幹       | -                          | 地球回転研究系（地球計測情報部門）教授 併任解除によりセンター長を退任                                            |
| 第3代 | 真鍋 盛二 | 1993年4月1日 | 2002年3月31日 | 地球回転研究系・助教授 | -                              | -                          | 地球回転研究系（地球計測情報部門）助教授 1996年度から天文保時室・室長を併任 1999年度からVERA推進室・助教授を併任 |
| 第3代 | 真鍋 盛二 | 1993年4月1日 | 2002年3月31日 | 地球回転研究系・教授   | 地球回転研究系・研究主幹       | -                          | 2001年4月1日教授に昇任 任期満了によりセンター長および天文保時室・室長を退任                                      |
| 第4代 | 日置 幸介 | 2002年4月1日 | 2004年3月31日 | 地球回転研究系・教授   | 北海道大学大学院理学研究科教授 | -                          | 地球回転研究系・教授 天文保時室・室長（併任） RISE開発室・教授（併任） 2004年4月1日辞職（電波研究部教授）        |

### 水沢観測所・VERA観測所
水沢観測所およびVERA観測所の歴代観測所長。自然科学研究機構の発足に会わせて国立天文台の内部組織を改革したときに、水沢には水沢観測所とVERA観測所等が併設された。水沢観測所の観測所長が全体の所長としての役割を担った。
水沢観測所の教授の一人に観測所長を併任させた。
| 通算   | 代   | 氏名      | 就任年月     | 退任年月      | 本務 | 後職                   | 前職                     | 備考 |
| ------ | ---- | --------- | ------------ | ------------- | ---- | ---------------------- | ------------------------ | --- |
| 第11代 | 初代 | 真鍋 盛二 | 2004年4月1日 | 2006年3月31日 | 教授 | 電波研究部・研究部主任 | 地球回転研究系・研究主幹 | 水沢観測所・教授 水沢観測所天文保時室・室長（併任） 電波研究部・教授 任期満了により観測所長を退任 2012年3月31日定年退職（電波研究部教授） 名誉教授（国立天文台） |

VERA観測所の教授の一人に観測所長を併任させた。
| 代   | 氏名      | 就任年月     | 退任年月      | 本務 | 後職                     | 前職                           | 備考                                                               |
| ---- | --------- | ------------ | ------------- | ---- | ------------------------ | ------------------------------ | ------------------------------------------------------------------ |
| 初代 | 小林 秀行 | 2004年4月1日 | 2006年3月31日 | 教授 | 水沢VERA観測所・観測所長 | VERA推進室・教授（統括責任者） | VERA観測所・教授 スペースVLBI推進室・教授（併任） 電波研究部・教授 |

### 水沢VERA観測所／水沢VLBI観測所
水沢VERA観測所およびその後継の水沢VLBI観測所の歴代観測所長。2006年度に国立天文台のプロジェクト室を再編したときに、水沢には水沢VERA観測所とRISE推進室が併設された。水沢VERA観測所や水沢VLBI観測所の観測所長が全体の所長としての役割を担った。
水沢VERA観測所の教授の一人に観測所長を併任させた。
| 通算   | 代   | 氏名      | 就任年月     | 退任年月      | 本務 | 後職                     | 前職                 | 備考 |
| ------ | ---- | --------- | ------------ | ------------- | ---- | ------------------------ | -------------------- | --- |
| 第12代 | 初代 | 小林 秀行 | 2006年4月1日 | 2009年4月30日 | 教授 | 水沢VLBI観測所・観測所長 | VERA観測所・観測所長 | 水沢VERA観測所・教授 スペースVLBI推進室・教授（併任） 電波研究部・教授 2008年度にスペースVLBI推進室をVSOP-2推進室に改組 2009年4月1日VSOP-2推進室・室長（併任） |

水沢VERA観測所とVSOP-2推進室を統合して水沢VLBI観測所が発足。水沢VLBI観測所の教授の一人に観測所長を併任させた。
| 通算   | 代       | 氏名      | 就任年月      | 退任年月       | 本務                   | 後職                                         | 前職                     | 備考 |
| ------ | -------- | --------- | ------------- | -------------- | ---------------------- | -------------------------------------------- | ------------------------ | --- |
| 第12代 | 初代     | 小林 秀行 | 2009年5月1日  | 2010年3月31日  | 教授                   | 副台長（財務担当）                           | 水沢VERA観測所・観測所長 | 水沢VLBI観測所・教授 電波研究部・教授 任期満了により観測所長を退任 |
| 第13代 | 第2代    | 川口 則幸 | 2010年4月1日  | 2014年3月31日  | 教授                   | 中国科学院国家天文台上海天文台特別招聘研究員 | 電波研究部・研究部主任   | 水沢VLBI観測所・教授 水沢VLBI観測所光結合VLBI推進室・室長（併任）（2011年度に廃止） 電波研究部・教授 2012年度より水沢VLBI観測所天文保時室・室長（併任） 任期満了退職（電波研究部水沢VLBI観測所教授） 名誉教授（国立天文台）                              |
| 第14代 | 事務取扱 | 小林 秀行 | 2014年4月1日  | 2014年11月30日 | 教授                   | -                                            | -                        | 副台長（財務担当） 水沢VLBI観測所・観測所長事務取扱（併任） 水沢VLBI観測所・教授 電波研究部・教授 研究力強化戦略室・室長（併任） 2019年3月31日辞職：電波研究部（水沢VLBI観測所）教授 4月1日採用：水沢VLBI観測所特任教授（上席教授）                      |
| 第15代 | 事務取扱 | 高見 英樹 | 2014年12月1日 | 2015年3月31日  | 先端技術センター・教授 | -                                            | -                        | 技術主幹 水沢VLBI観測所・観測所長事務取扱（併任） 先端技術センター・教授 安全衛生推進室・室長（併任） 技術推進室・室長（併任） 2018年3月31日辞職：先端技術センター教授 4月1日採用：先端技術センター特任教授（上席教授） 2019年度よりハワイ観測所特任教授 |
| 第16代 | 第3代    | 本間 希樹 | 2015年4月1日  | -              | 教授                   | -                                            | -                        | 現職 水沢VLBI観測所・教授 電波研究部・教授（2019年3月31日廃止） 2016年度より石垣島天文台・所長（併任、2020年度併任終了） |

#### RISE関係のプロジェクト室
水沢観測所のサブプロジェクトから発展したRISE推進室とその後継プロジェクト室の歴代室長およびプロジェクト長。自然科学研究機構の発足に会わせて国立天文台の内部組織でプロジェクト制を導入したときに、水沢観測所のサブプロジェクト室としてRISE推進室が組織され、2006年度に国立天文台のプロジェクト室を再編したときに、水沢に水沢VERA観測所とRISE推進室が併設された。全体の所長としての役割は水沢観測所およびその後継の水沢VERA観測所、水沢VLBI観測所の観測所長が担った。
水沢観測所の教授の一人に水沢観測所RISE推進室の室長を併任させた。
| 代   | 氏名      | 就任年月     | 退任年月      | 本務             | 後職             | 前職             | 備考 |
| ---- | --------- | ------------ | ------------- | ---------------- | ---------------- | ---------------- | --- |
| 初代 | 河野 宜之 | 2004年4月1日 | 2006年3月31日 | 水沢観測所・教授 | RISE推進室・教授 | RISE開発室・教授 | 水沢観測所・教授 電波研究部・教授 任期満了により室長を退任 2009年3月31日任期満了退職（電波研究部教授） 名誉教授（国立天文台） |

RISE推進室の教授の一人に室長を併任させた。
| 代   | 氏名      | 就任年月     | 退任年月      | 本務 | 後職                                   | 前職                       | 備考                              |
| ---- | --------- | ------------ | ------------- | ---- | -------------------------------------- | -------------------------- | --------------------------------- |
| 初代 | 佐々木 晶 | 2006年4月1日 | 2008年3月31日 | 教授 | RISE月探査プロジェクト・プロジェクト長 | 水沢観測所RISE推進室・教授 | RISE推進室・教授 電波研究部・教授 |

RISE月探査プロジェクトの教授の一人にプロジェクト長を併任させた。
| 代   | 氏名      | 就任年月     | 退任年月      | 本務 | 後職                       | 前職             | 備考 |
| ---- | --------- | ------------ | ------------- | ---- | -------------------------- | ---------------- | --- |
| 初代 | 佐々木 晶 | 2008年4月1日 | 2012年3月31日 | 教授 | RISE月惑星探査検討室・室長 | RISE推進室・室長 | RISE月探査プロジェクト・教授 電波研究部・教授 2009年度からRISE月探査プロジェクト月惑星探査検討室・教授（併任） |

RISE月惑星探査検討室の教授の一人に室長を併任させた。
| 代       | 氏名      | 就任年月     | 退任年月      | 本務   | 後職                                       | 前職                                   | 備考 |
| -------- | --------- | ------------ | ------------- | ------ | ------------------------------------------ | -------------------------------------- | --- |
| 初代     | 佐々木 晶 | 2012年4月1日 | 2013年3月31日 | 教授   | 大阪大学大学院理学研究科教授               | RISE月探査プロジェクト・プロジェクト長 | RISE月惑星探査検討室・教授 電波研究部・教授 退職（電波研究部教授）                                                                                           |
| 事務取扱 | 花田 英夫 | 2013年4月1日 | 2014年3月31日 | 准教授 | -                                          | -                                      | RISE月惑星探査検討室・室長事務取扱（併任） RISE月惑星探査検討室・准教授 電波研究部・准教授 2018年3月31日定年退職（電波研究部（RISE月惑星探査検討室）准教授） |
| 第2代    | 竝木 則行 | 2014年4月1日 | 2019年3月31日 | 教授   | RISE月惑星探査プロジェクト・プロジェクト長 | 千葉工業大学惑星探査研究センター副所長 | RISE月惑星探査検討室・教授 電波研究部・教授（2019年3月31日廃止）                                                                                             |

RISE月惑星探査プロジェクトの教授の一人にプロジェクト長を併任させた。
| 代   | 氏名      | 就任年月     | 退任年月 | 本務 | 後職 | 前職                       | 備考                                  |
| ---- | --------- | ------------ | -------- | ---- | ---- | -------------------------- | ------------------------------------- |
| 初代 | 竝木 則行 | 2019年4月1日 | -        | 教授 | -    | RISE月惑星探査検討室・室長 | 現職 RISE月惑星探査プロジェクト・教授 |